# WASP-12b
WASP-12b – planeta pozasłoneczna typu gorący jowisz odkryta w 2008 w ramach programu WASP, znajdująca się w odległości ok. 1400 lat świetlnych od Ziemi. Orbituje wokół gwiazdy macierzystej w odległości zaledwie 0,023 j.a. (1/44 odległości Ziemi od Słońca). Jeden „rok” (okres orbitalny) wynosi 1,09 ziemskiego dnia. Temperatura na powierzchni planety wynosi ok. 2500 K. Tak mała odległość planety od jej gwiazdy powoduje, że jest ona zniekształcana i niszczona przez swoją gwiazdę. Planeta ta ma masę wynoszącą 1,4 masy Jowisza i średnicę 1,74 średnicy Jowisza. Objętość WASP-12b jest ponad pięciokrotnie większa od Jowisza. Mechanizmem prowadzącym do „nadęcia” planety do tak nieoczekiwanych wymiarów są siły pływowe wywołane grawitacją gwiazdy macierzystej.
Badania prowadzone przy użyciu spektrografu Cosmic Origins znajdującego się na teleskopie Hubble’a wykazały, że w układzie WASP-12 dochodzi do wymiany materii pomiędzy planetą a gwiazdą. Skutkiem tego mechanizmu jest wychwytywanie atmosfery planety przez jej gwiazdę. Wykazano również, że znaczna część jej materii znajduje się poza jej powierzchnią Roche’a. Doprowadzi to do całkowitego pochłonięcia planety przez gwiazdę w całości w ciągu ok. 10 milionów lat. W chmurze materii wyrwanej z planety przez przyciąganie grawitacyjne gwiazdy, udało się zidentyfikować glin, cynę i mangan, pierwiastki chemiczne wcześniej nie obserwowane na planetach pozasłonecznych.
Planeta posiada magnetosferę, która przynajmniej częściowo chroni planetę przed omiatającym ją gęstym wiatrem gwiazdowym.
Atmosfera planety posiada bardzo dużą zawartość węgla, w atmosferze znajduje się go więcej niż tlenu. Odkrycie to sugeruje, że planetozymale, z których powstała planeta musiały być bardzo bogate w węgiel, w odróżnieniu od lodowych planetozymali, z których powstały planety Układu Słonecznego.